# Plakina jamaicensis
Plakina jamaicensis är en svampdjursart som beskrevs av Marcus Lehnert och van Soest 1998. Plakina jamaicensis ingår i släktet Plakina och familjen Plakinidae.
Artens utbredningsområde är havet kring Jamaica. Inga underarter finns listade i Catalogue of Life.